# 天龍源一郎
天龍 源一郎（てんりゅう げんいちろう、1950年2月2日 - ）は、日本の男性タレント、元プロレスラー、元大相撲力士。本名は嶋田 源一郎（しまだ げんいちろう）。福井県勝山市出身。身長189cm、体重120kg（力士時代は身長186cm、体重112kg）。血液型A型。所属事務所はMILLENNIUM PRO。エクセリングと業務提携している。
多くの同年代レスラーが年齢とともに引退および前座でファンを楽しませる役割に回るなか、天龍は65歳まで第一線で活躍。日本のプロレス界において「生ける伝説（Living Legend）」として一目置かれる存在だった。

## 来歴

### 角界入門前
福井県の勝山市にて農家の長男として生まれる。そのため幼少期より米をたくさん食べて大きく育ち、中学2年の身体検査では182cm、82kgを記録した。大きな体をコンプレックスに感じ、勉強が苦手だったこととあわせ周囲からは揶揄されがちであった。幼少期は夕方から相撲、夜はプロレスやプロ野球の巨人戦を見るのが嶋田世代の日常であった。嶋田の好んだ力士は「栃若」ではなく朝潮であり、勝負に淡々としたところやどこかほんわかした雰囲気を好きな理由として挙げている。朝潮ファンゆえに、入門の内定後も高砂部屋の方が良かったと考えたことがわずかにあった。いわゆる「アンチ大鵬」であり、大鵬戦では柏戸、栃ノ海、佐田の山など対戦相手を応援したという。
当時の時代背景もあるが、小学校高学年になると学校を休んで家族から田植えの手伝いを課せられた。夏になると葉タバコの剪定を行い、足元にマムシがとぐろを巻く風を通さない畑の中で作業した。嶋田はタバコの匂いが手に付くため当時タバコに興味を持たず、実際に吸ったのは50歳を過ぎてからの5、6年間のみである。
のちに嶋田は「学校が好きだったわけじゃないけど、理不尽な気がして、自分が不憫で悔しかったのを覚えています」と家業の手伝いに対する思いを語っている。小学校時代から砲丸投げにリレーの選手、中学校に入ると柔道部や野球部と、少年時代はほとんどの運動部の試合に駆り出された。なかでも相撲は本人にとって楽しく、小学5年生からは中学生に負けなしであった。一方野球部の活動に関しては父も娯楽としか見ておらず否定的であり、相撲大会に駆り出されるうちに野球部はいつの間にか退部扱いになっていた。本人曰く、体が大きくて左投げだったことから、野球を続けていたらプロになってもっと金を稼いでいただろうと、冗談をまじえ述懐している。
厳格な嶋田の父は、稲刈りの季節でも秋場所が始まると嶋田の祖父母や母に作業を任せ、嶋田を連れて相撲を観ていた。相撲のときだけは優しい父親というイメージが嶋田のなかにあったため、相撲の存在自体が嶋田にとって良い思い出であり、抵抗なく相撲の世界へ足を踏み入れる要因となった。
勝山市立北郷小学校卒業後は勝山市立北部中学校へ入学。ある日、父が散髪を受けていた際にその床屋の店主が二所ノ関部屋後援者から「この辺りに相撲に入れられるような身体の大きい子はいないかな？」とたずねられ、父が「うちの息子は大きいよ」と返答。これがきっかけで二所ノ関部屋の巡業が訪れた際、同部屋の後援会が嶋田を大鵬に会わせ、大相撲へ勧誘した。嶋田は相撲取りといえばゴツゴツした厳つい風貌をイメージしていたが、均整のとれた綺麗な体をした大鵬に泰然自若としたものを感じた。ちゃんこを食べながら会話をしていた大鵬から嶋田はある食べ物を勧められる。それが牛タンであることを知ると、草を食べて涎を垂らす牛の姿が想像され、途端にえづき箸が進まなくなった（このとき生まれて初めて牛タンを食したという）。中学2年の夏休み、20日間の体験入門を経験する。目に飛び込んだ部屋施設は近代的なビルで、親方の自室は映画で見るような洋館だった。嶋田は3階の客室で寝泊まりしたが、朝に4階の稽古場から四股を踏む音が響いて驚いたという。関取衆は巡業中だったため留守番中の若い衆のみと相撲を取ったが、あっという間に羽目板まで吹っ飛ばされ、その強さを思い知らされた。嶋田の性格的に、瞬時に勝敗が決し、また即座に仕切り直すという相撲のリズムが性に合っていた。入門後、地元に戻って秋の相撲大会に出場したところ負けなしだったという。賞品の大学ノートがおよそ100冊たまったのを見て、プロで鍛えられる凄さをあらためて実感する。父は中学卒業後の入門を希望しており、嶋田に対して「とぼけた考えを起こすなよ!」と釘を刺したが、1963年の暮れに二所ノ関部屋の若者頭が再び勧誘に訪れ、紆余曲折ののち嶋田は勧誘話を避けるため友人の家に身を潜めていた。そんなとき、力道山刺殺のニュースを知る。プロレス界の礎を築いた人物が、将来プロレスで大成する嶋田の入門時期にこの世を去ることについて、のちの嶋田は「なんか運命的ですね」と述懐した。ちなみに父も体が大きく村相撲で強かったことから相撲取りになりたかったが、一人っ子ゆえに両親からの反対で断念したという。

### 角界時代
1963年12月、大相撲の二所ノ関部屋に入門。入門に際して地元の名士から5万円の餞別が贈られた（当時の平均月給は8000円から1万円程度）。餞別にくわえ新聞にも入門の事実が掲載されたため、おめおめとは帰れないと覚悟していた。入門に伴い、中学2年の途中で墨田区立両国中学校へ転校。転校初日、教師による「お相撲さんは大学まで進む気はないでしょう。授業中に眠ってもいいから」との発言を聞き学業の指導に差別を感じた。新弟子のなかには白紙の答案用紙を提出する者もいたが、頭に来た嶋田は通信教育の教材をこっそり取り寄せ相撲と学業の両立を誓い奮闘。だが兄弟子に見つかり通信教育は辞めざるをえなくなった。入門当初の部屋には80人の力士が在籍し、その中の大麒麟（当時・麒麟児）などと稽古をして力を付けた。当初は日々を過ごすので精いっぱいだったが、慣れるにつれ「20歳までに十両に上がれればいいな」などと目標を持てるようになった。大鵬の付け人だったあるとき、嶋田に対して大鵬は「上の力士が下の者とやるときは、受けて立つ相撲を取れるようにならないとだめなんだ。自分からぶちかましにいくような、みっともない相撲は取るなよ」と助言している。
14歳のあるとき、嶋田を部屋に勧誘した若者頭と共に錦糸町の「ヤマキ」というステーキ屋で人生初のステーキを口にした。当時の日本人にはステーキが大層な贅沢品で、ましてや福井の田舎から上京した14歳の少年にとっては格別だった。このときの味が印象に残り、プロレス入り後には験担ぎとしてステーキを食べる習慣につながった。現役当時の二所ノ関部屋は、場所中の初日と中日に決まってすき焼きを食していた。タニマチだった三和銀行が大量の牛肉を毎回差し入れたという。番付社会ゆえに嶋田は入門から5・6年経って、ようやく肉のある場所に座れた。とはいえ生卵をつけて食すには、さらに2・3年を要したという。当時の食糧事情は、十両以上が鍋のほかにおかずが3から4品付き、若い衆は鍋のみだった。嶋田は鍋の汁だけでどんぶり飯を3杯食べ、その汁や漬物も無くなると砂糖をかけて米を食べていた。2020年代になると幕下力士も正面で胡坐をかいて食事ができるが、当時は半身になって箸を持った手をのばして米を食したという。これは、弟子の多さから座れる人数が限られた当時、極力みんな座れるように半身で車座になっていたため。
のちの嶋田によれば、相撲部屋での生活は入門前に父のもとで過ごした日々より快適で自由があったとしている。相撲教習所で受けた和歌森太郎の授業は「俺らみたいな連中にはもったいないよ。あの和歌森先生の授業でも寝ているんだから（苦笑）」とのこと。教習所では主に礼儀の指導を受けたが、嶋田が最も印象的だったのは、ある親方の「もし今後相撲人気が無くなったとしても、40～50年は今の給与形態でお前たちを養っていけるだけの余裕はある」という言葉であり、嶋田はのちに協会が現在の両国国技館を無借金で建設した際「あの話は本当だったんだ」と実感した。一方、入門当初の練習生扱いだったころは、（当時の相撲部屋全体の経済水準によるが）「練習生3、4人のためにもったいない」と稽古後の体を洗う際に、冬でも湯ではなく水を浴びて体を洗った。師匠のことは当初「いつも火鉢の前に座っているかったるいおやじ」程度の認識だったが、番付が上がり相撲のいろはを理解すると、自分を自由に破門・廃業させられる、生殺与奪の権利を握る人物だと自覚して怖いという意識が生まれた。
16歳のときのある巡業にて、移動の際に兄弟子から大鵬の双眼鏡を持っていくよう指示されたが、それを聞き忘れたため当該巡業中にかわいがりを受ける。竹刀や青竹、角材などで殴打されたが「これで俺も一人前の力士だ」とむしろ自信になったという。かわいがりに参加した兄弟子らは「どうだい、きつかったか? これでお前も一人前だよ」と翌日から何事もなかったかのように接した。日常的にかわいがりを受けていた兄弟子を稽古場の相撲で負かすことは気晴らしになっていた。嶋田自身がかわいがりを実行する側になった際は、人間の残虐性が表面化するさまに自らも恐ろしくなったという。2007年の時津風部屋力士暴行死事件を受けて元幕内力士として記者からコメントを求められた際には「全く必要なし、人間がいじけるだけ、金属バットやビール瓶が出てくるようなのはただのイジメ」「かわいがりってのは原因があって、例えば門限を破ったとか、ご法度のタバコとか、やられる人に落ち度があったからで、やる方だって何かがないとやれないですよ」と当時とは正反対の認識を示した。自著でも同様の主張をしている。
若手時代は金欠のため両国から離れた小岩や平井で酒を飲み、よく兄弟子の悪口を言って憂さを晴らした。現役当時、力士の気晴らしといえばパチンコとストリップくらいで、北の富士や玉の海が力士の趣味として稀なゴルフやボウリングを嗜む姿は、天龍をはじめ力士みなが驚いていた。大相撲力士の絶対数が多かった時代でもあり、幕下でさえ一目置かれたため、兄弟子気分で調子に乗って遊び惚けたのはしばらく足踏みした要因であると本人は述懐している。
1965年5月場所初土俵の貴ノ花とは、相撲教習所で手合わせしている。敗れはしなかったが吊り上げたつもりで残られたりと独特のしなやかさとばねに手を焼き、当時三段目と幕下を往復していた嶋田は「俺って素質がないのかな」と考えさせられたという。あるときから突っ張りを取り入れ、以降は番付を伸ばしていった。入門は嶋田が1年ほど早かったが、新弟子時代の貴ノ花には「おう、嶋田!」と呼び捨てにされていた。
「天龍」の四股名で1973年1月場所から幕内に16場所在位し西前頭筆頭まで上りつめる。四股名である「天龍」は細身ですらっとした当時の嶋田の体型、反骨心のある気質などから、天竜と重なるところを師匠が覚え、関取昇進後に付けようと考えていたという。もともと出羽海部屋の四股名だったため部屋付きの10代湊川（のちの9代二所ノ関）が出羽海部屋へ何度も足を運びようやく許可が下りたといい、天竜からは「お前、間違っても俺の名前を汚すなよ、このやろう!」と対面で忠告を受けたという。しかし天龍は、「競走馬の名前や、町の中華料理屋の名前のイメージが先立って（苦笑）、その四股名の大きさにまったく気づいていなかったんですよ。のちにだんだん、文献を読んだりするうちに、『龍（竜）』とは中国では皇帝のシンボルとなるような最高の霊獣であるとか、あの『梅常陸』で、大相撲界に一時代を築いた、大横綱常陸山が直々に天竜さんに付けられた四股名だとか、そういうことを知ってあらためてすごさを認識したというのが、正直なところです」と当時を振り返っている。大鵬の引退相撲には関取として参加し、かつての付け人として面目を保ち恩返しを果たした。自身の相撲について2017年の相撲専門書籍にて「常に先手で突っ張ってそのまま突き切るか叩き込む、攻撃の中に勝機を見いだすような取り口だったが、四つになったとき『こうなったら勝てる』という型がないという弱みがあった」と分析している。また力士時代は周囲から「大鵬二世」と称され、それだけの大器として期待されていた。天龍自身は、それが自惚れを生み、勝負に対する執念や相撲に向き合う姿勢が足りていない原因になったと同専門書籍で述懐している。現役当時、貴ノ花や輪島が砂だらけで泥臭く鍛錬するさまを「ダサいな」と冷めた目で見ていた、相撲を舐めている自分がいたと、のちに自己批判している。1973年5月場所、3勝4敗で迎えた栃東知頼との取り組みからの5連敗は、勝負に対する執念の無さの表れだったと自ら語った。一方、1973年5月場所で三役に上がっていればプロレスへは行っていないだろうと語っている。ちなみに天龍は、「大鵬二世」と称された弟子は6人いるとのちに聞かされたという。
1975年、師匠の死去に端を発する部屋の後継問題（押尾川事件）に巻き込まれる。自身は押尾川親方（大麒麟）の押尾川部屋入りを希望したが、金剛正裕が二所ノ関を襲名・継承した二所ノ関部屋に戻され意気消沈、その後は部屋の力士からのけ者にされ稽古相手がいなくなるなどの仕打ちを受ける。親方に一度反旗を翻したことから部屋の衆から嫌がらせを受けた天龍は「ここにいるのはよくない。俺がいなくなればコミュニケーションをとれる」と考えていた。完全に嫌気がさしたころ、大鵬と懇意にしていた元東京タイムズ記者の森岡理右（のち筑波大学名誉教授）と出会い、森岡がブレーンを務めていたジャイアント馬場を紹介され、プロレス転向を決意。それまでプロレス観戦の経験はなく、レスラー名はおろか、技の名称も知らなかったという説がある。大相撲時代に向上心が無く甘えがあると自認していた天龍は、プロレスによって自分を変えたいと感じていた。
1976年秋場所の勝ち越し（東前頭13枚目、8勝7敗）を最後に廃業し、10月全日本プロレスへ入団。全日入門に至った背景には、廃業前に交際していた女性が死去し相撲に対する励みが無くなったこと、また最終場所で勝ち越したことで相撲に未練が湧き、煮え切らない天龍を見た親方がプロレス入りをサンケイスポーツにリークしたことで覚悟を決めたという。

### 全日本プロレス
入団とともに渡米し、ザ・ファンクスのもとで修行する。相撲時代のプロレスごっこの感触から多少はこなせる算段はあったが、全日本の道場でジャンボ鶴田のボディスラムを初めて受けた際に脱糞するかと思うほど衝撃を受け、大相撲で幕内まで昇進した天龍の自信は崩れ去った。そのさまを見ていた渕正信の「ねえ、プロレスは簡単じゃないでしょ。甘くないんだよ」という言葉は、天龍にとって40年以上経過しても忘れられないものとなった。現役選手だったドリー・ファンク・ジュニアは、1週間から10日に1度程度しか天龍を指導する余裕がないため、毎日のように電話で教えを乞うていた。天龍は、何かにつけジャンボ鶴田と比較するドリーの物言いを嫌ったが、ドリーは倒されることに抵抗がありプロレスに適応できなかったアントン・ヘーシンクの指導に苦心した経験から「プロレスは投げられても負けじゃない。相手に身をゆだねることがスタミナを温存するポイントだ」と諭すように教えたという。ドリーの指導が受けられない間は腹筋ローラーやブリッジで体を鍛えたといい、このトレーニングのおかげで現役を長く続けることができたとプロレス引退後に振り返っている。11月13日（土曜日）、テキサス州でのテッド・デビアス戦にてデビュー（アメリカ時代のリングネームは「テン・ルー」。詳細は後述）。帰国後の同年12月5日、日大講堂（初代両国国技館）においてリング上で断髪式を行う。止め鋏は馬場が入れている。幕内経験者の断髪式典は国技館（当時は蔵前国技館）における土俵上での開催が通例だが、プロレスのリング上で行うのはきわめて稀である。なお、デビュー当時のリング名は単に四股名と同じ「天竜」のみだった。
1977年6月11日、東京・世田谷区体育館における馬場と組んだマリオ・ミラノ&メヒコ・グランデ戦にて日本デビュー。グランデをフォールして初陣を白星で飾る。大相撲幕内経験者の入団とあってデビュー直後からジャイアント馬場は大きな期待を寄せ、巡業ではグリーン車のチケットが毎回用意された（グリーン車に乗れる日本人選手はほかに馬場、鶴田のみ）。しかし本人は、半人前にもかかわらず大先輩（大熊元司、グレート小鹿など）を差し置いてのグリーン車は忍びないため、普通車両へ移り先輩たちと会話していた。デビュー数年でメインイベントでのタイトルマッチが組まれるなどしたが、体格は大相撲時代の名残を残し、スタミナ不足もあって通常のシングルマッチでも見どころなくあっさり敗戦するなど結果の出ない時期が続いた。人気・評価は馬場や鶴田の足元にも及ばず、タイガー戸口が全日本所属だった時期には、キャリアの違いもあり戸口より格下扱いだった。
その後はアメリカで再修行を行い、エディ・グラハムのCWF、ジム・バーネットのGCW、ジム・クロケット・ジュニアのMACWなど、NWAの南部テリトリーをヒールのポジションで転戦。MACWでは1981年2月7日、ノースカロライナ州グリーンズボロにてミスター・フジと組み、デューイ・ロバートソン&ジョージ・ウェルズを破ってNWAミッドアトランティック・タッグ王座を獲得。タイトル初戴冠を果たした。
帰国後の7月30日、交通事故の後遺症で緊急帰国したディック・スレーターの代役としてビル・ロビンソンのパートナーに起用された。当時の王者組である馬場・鶴田組が保持するインターナショナル・タッグ王座への挑戦を契機に飛躍のきっかけを掴む。天龍自身も「あの試合が俺の真打昇進の試合だった」と語るように、この試合以降から評価が急上昇。全日本プロレス第3の男、風雲昇り龍としてブレイクした。同年秋にはNWA世界王者リック・フレアーへの挑戦権も獲得。
このインター・タッグ戦から、天龍はライバル団体である新日本プロレス総帥・アントニオ猪木に配慮し、全日マットで誰も使っていなかった延髄斬りや卍固めを披露し始め、同団体内で異彩を放っていく。アメリカでは使用していたが「日本でもイノキに遠慮せず使ってしまえ」とロビンソンからアドバイスがあったという逸話が専門誌に掲載された（本人へのインタビューではない）。それまで紫のタイツを使用していた天龍は、1982年秋ごろからタイツを紫から黒へ、そして黒と黄のリングシューズという、引退まで続いた天龍スタイルへと変更。鶴田と組み次期ダブルエースの座を確立する。
1983年の世界最強タッグ決定リーグ戦にて鶴田との鶴龍コンビを結成してリーグ戦に挑んだ。11月30日の馬場＆ドリー・ファンク・ジュニア戦では「馬場の生涯最後の32文人間ロケット砲」を受けている。鶴龍コンビはリーグ最終戦まで得点単独1位だったが、最終戦でスタン・ハンセン&ブルーザー・ブロディのミラクルパワーコンビに敗れ優勝を逃した。しかし師匠の馬場&ドリーと同点2位という成績は、全日本エースの世代交代を印象づけるものとなり、この年のプロレス大賞における最優秀タッグチーム賞を受賞した。
シングル戦でも頭角を現し、1984年2月にはリッキー・スティムボートとの王座決定戦に勝利しUNヘビー級王座のタイトルを獲得する。9月からの長州力率いるジャパンプロレスの全日参戦をきっかけに、闘争心をむき出しにして戦うスタイルへと変貌し、鶴田との鶴龍コンビで長州&谷津嘉章と抗争を繰り広げた。
1986年10月2日、阿修羅・原とのシングル戦での引き分けを契機に、長州離脱後には全日本マットの活性化を目指して龍原砲を結成。「最終目標は新日マット参戦」と掲げた。その後、天龍同盟を結成（構成員は原、サムソン冬木、川田利明、小川良成）。REVOLUTIONを旗印とした「地方でも決して手を抜かない」をテーマとした闘いは、やがてファンの大きな支持を得るようになった。特に鶴田とのシングル対決は鶴龍対決と呼ばれ全日本プロレスのドル箱カードとなり、1987年、1989年のプロレス大賞ベストバウト賞を獲得するなど、長州離脱後に人気が低落した全日本プロレスを盛り立てた。1989年6月には鶴田とのタイトルマッチを制し三冠ヘビー級王座を獲得、第2代王者となった。11月にはスタン・ハンセンと組んだ、馬場&ラッシャー木村とのタッグ対決において入場時に馬場を奇襲。孤立した木村を戦闘不能にしたうえで復活し孤軍奮闘する馬場からパワーボムからのエビ固めで、ハンセンと二人がかりながら日本人では初めて馬場からピンフォールを奪った。天龍は試合後、当時人気絶頂だったUWFの東京ドーム大会が同日に開催されていたことを意識し「今日の勝利はドームより重い」と発言し語り草となる。ハンセンとのコンビは、世界最強タッグリーグ史上初の全勝優勝を飾った。1990年4月13日の東京ドームでの全日本・新日本・WWFとの合同興行「日米レスリングサミット」ではランディ・サベージと対戦。まったく毛色の異なる両者でありながら、同興行のベストマッチと言われる名勝負を展開した。

### SWS
4月19日、横浜文化体育館大会における鶴田とのシングルマッチ敗北を最後に全日本を離脱し、SWSに移籍した。契約金は3億円とも言われている。SWSでは『部屋別制度』という、他団体に存在しないシステムを導入していた。部屋対抗戦をカード編成の主体とし、天龍は道場『レボリューション』の道場主に就任。SWSがWWFと業務提携していたこともあり、1991年に行われたレッスルマニアVIIに出場。北尾光司とのタッグにてデモリッション（スマッシュ&クラッシュ）と対戦し、天龍がスマッシュをパワーボムに沈めて勝利した。SWSは天龍派であるレボリューション所属のザ・グレート・カブキがマッチメイカーを担当したため、集客面や注目度などを考慮し天龍やレボリューション派寄りのマッチメイクになる傾向が強かった。それに不満を持つ反天龍派からの反感を買い、天龍派と反天龍派の対立が深刻化、それが大きな要因となり旗揚げからおよそ2年で崩壊している。

### WAR
SWS崩壊後の1992年6月28日、天龍はWARを設立して新日本との対抗戦に活路を見出した。反選手会同盟と熱戦を繰り広げ、12月14日に越中詩郎を、1993年になると1月に長州力、2月に木村健吾、6月と8月に橋本真也、9月に蝶野正洋、同じく9月に馳浩、12月に藤波辰爾を全てシングルマッチで破った。また、WAR時代にもWWFからの要請により1993年および1994年のロイヤルランブルへ出場、1994年の試合では残り5人まで生き残った。
1994年1月4日、東京ドーム大会にてアントニオ猪木からピンフォール勝ちを収める。これにより天龍はB（馬場）、I（猪木）の双方からピンフォール勝ちを収めた唯一の日本人レスラーと呼ばれることとなった。1994年5月、当時「邪道プロレス」と呼ばれたFMWのマットで、大仁田厚とノーロープ有刺鉄線電流爆破デスマッチで対戦。
1996年10月グレート・ムタ、12月に高田延彦からもシングルでそれぞれ勝利した。
1997年11月より、所有者より借り受ける形で力道山ベルトを賭けた日本J1選手権争奪トーナメントを開催し藤原喜明、北尾を撃破。1998年1月14日後楽園ホールでの荒谷信孝との決勝戦に勝利し、日本J1選手権を獲得する。同試合は、自身も満足いく内容だったようで試合後のインタビューでは「隣（東京ドームで開かれていたマライア・キャリーのコンサート）より熱かったろ？」とのコメントを残す。

### フリー
1998年2月からフリーとなり、女子プロレスラーの神取忍とも対戦した。1999年12月10日、大阪府立体育会館で行われたタイトルマッチにて武藤敬司を破りIWGPヘビー級王座を獲得、ベイダーに続く史上2人目の全日本・新日本国内2大メジャーシングルタイトル制覇を達成した。2000年、全日本での選手大量離脱による経営危機もあって全日本に復帰。第26代および29代三冠ヘビー級王座に輝いたほか、2001年のチャンピオン・カーニバル優勝、安生洋二とのタッグで第44代世界タッグ王者となるなど活躍を見せた。

### WJプロレス参戦
2003年の旗揚げと同時にWJプロレスへ参戦、旗揚げ戦から長州力とのシングル6連戦の予定だったが、3戦で休止となる。8月にはWJに入団（実際は発表のみで、契約はフリー）、11月には長州とタッグを組んでWMGタッグを奪取したものの経営が迷走するWJから離脱した。

### 新日本プロレス参戦
2004年1月4日、新日本プロレス東京ドーム大会に参戦。中西学とのシングル対決に敗北。同年2月1日、新日本プロレス札幌大会にて中西とタッグを組みIWGPタッグ王座に挑戦したが王座奪取はならなかった。同年8月には2度目のG1 CLIMAX出場を果たす。

### プロレスリング・ノア参戦
2005年初頭より、元全日本勢が多く所属するプロレスリング・ノアに参戦。三沢光晴や仲田龍は、三沢社長時代の全日本プロレスに参戦させるべく働きかけたが馬場元子は容認しなかったとされる。ノア発足後、しばらく参戦のタイミングが合わなかった天龍だが、2004年まで主戦場とした新日本プロレスからの離脱でスケジュールが空き、参戦が実現した。7月18日のプロレスリング・ノア 東京ドーム大会では天龍の元付き人である小川良成から勝利を収めた。そのほか、ノア参戦時にはKENTA、潮崎豪など次世代のエース候補選手ともシングルで対戦している。

### DRAGONGATE参戦
DRAGONGATEへの参戦時には、天龍のWAR時代の元付き人でもあるマグナムTOKYOと十番勝負を繰り広げた。同団体では2005年より最高顧問も務める。

### ハッスル参戦
11月3日のハッスルマニアからハッスルへ参戦。シリアスなイメージが強い天龍だけに、エンターテインメント色の濃い同団体とは相性が悪いという見方もあるなか、試合のみならずマイクも積極的に握っている。
2006年7月27日には6年ぶりとなるWARの大会「WAR FINAL 〜REBORN to FUTURE〜」が後楽園ホールにて行われた。
2007年6月、「ハッスルエイド2007」にてレイザーラモンHGに敗れモンスター軍を追われる。7月、浜松でのハッスル24メインイベントにてハッスル軍に助太刀し、2006年8月まで共闘していたリーダー・坂田亘の要請を受けハッスル軍へ加入。10月、曙に酷似した「モンスター・ボノ」とハッスルで対戦。ベテランとして若いメンバーたちをサポートしつつ存在感を保ち続けた。2008年3月14日、リアルジャパンプロレス後楽園大会にて初代タイガーマスクと初対戦した。以降は、ハッスルを主戦場に他団体へのスポット参戦のかたちで活動を継続。2009年末、ハッスルが事実上の活動停止となったことで主戦場であるマットを失ってしまった。

### 天龍プロジェクト設立
ハッスルの活動停止後、しばらく表立った活動を見せなかった。2010年4月にプロレス団体「天龍プロジェクト」を設立し、活動再開することを表明。同興行には、百田光雄や折原昌夫などの参加が発表された。なお、天龍プロジェクトは天龍の娘である嶋田紋奈が代表を務め、興行にかかわる各種業務にあたっている。
2011年3月6日、ユニオンプロレスにおいて高木三四郎プロデュースによるプロジェクト「TKG48」に最高顧問として加入することが発表され、4月3日のユニオンプロレス新木場大会に参戦した。12月より腰部脊柱管狭窄症の治療のため、プロレス人生初となる長期欠場に入った。二度の手術とリハビリを経て、2012年12月29日の後楽園ホール興行『天龍プロジェクト10 天龍源一郎復帰戦〜革命〜』のメインイベントにて復帰戦を行った。

### 引退
2015年2月9日、記者会見を開き「今年（2015年）11月を以てプロレスラーを廃業し、現役を引退する」ことを表明した。引退理由として「妻の病気で、今度は俺が支える番だ」と思ったこと、「プロレス人気の盛り上がりにそろそろ潮時かな」と感じたことを挙げている。また「たかだか幕内の相撲取りだった自分がプロレスの世界に入って、名前が知られるようになって良かった。（全日本プロレスでの師匠である）ジャイアント馬場さんに感謝している。」と語った。11月の引退興行の予定を報告し、くわえて『天龍源一郎 引退〜Revolution FINALTOUR』と題した引退カウントダウン大会も併せて行うことを明らかにした。以降は引退までにメジャー・インディー問わず各団体に「天龍引退ロード」として参戦している。6月26日、天龍プロジェクトの記者会見を行い、11月15日の両国国技館興行にて引退試合を挙行すると発表。天龍は「（蔵前の）国技館で初土俵を踏み、最後は（両国）国技館で終わるとは、これもひとつの運命」と、引退試合に臨む心境を語った。8月16日、両国国技館で行われた新日本プロレス主催「G1クライマックス」優勝決定戦の会場に現れ、オカダ・カズチカに対して引退試合の相手に指名、オカダがこれを受諾し決定した。

#### 引退ロードのスケジュールと結果
| 引退ロード第1戦 2月21日 道頓堀プロレス 大阪府立体育会館                    |                                                           |                                              |
| 天龍源一郎 TORU 〇ラ・ピート 正岡大介 リアル・イヌナキン                   | 18分11秒 ダイビング・ダブル・ニー・ドロップ→片エビ固め    | 空牙 ガメラス ヲロチ 三原一晃× ドラゴンJOKER |
| 引退ロード第2戦 3月6日 天龍プロジェクト 新木場1stRING大会                  |                                                           |                                              |
| 〇天龍源一郎 嵐                                                            | 10分11秒 ラリアット→体固め                                | 那須晃太郎× 杉浦透                           |
| 引退ロード第3戦 3月15日 かしま元気プロジェクト 鹿島町立体育館              |                                                           |                                              |
| 天龍源一郎 〇高岩竜一                                                      | 13分22秒 デスバレーボム→片エビ固め                        | アントライダー ドラゴンJOKER×                |
| 引退ロード第4戦 3月23日 プロレスリングFREEDOMS 後楽園ホール                |                                                           |                                              |
| 天龍源一郎 〇マンモス佐々木 Hi69                                           | 14分59秒 29歳→体固め                                      | グレート小鹿 佐々木貴× 葛西純                |
| 引退ロード第5戦 4月3日 天龍プロジェクト 新宿FACE                           |                                                           |                                              |
| 〇天龍源一郎 越中詩郎                                                      | 8分35秒 ラリアット→体固め                                 | 高木三四郎× 竹下幸之介                       |
| 引退ロード第6戦 4月25日 ニコニコ超プロレス 千葉・幕張メッセ                |                                                           |                                              |
| 天龍源一郎 〇竹下幸之介 アントーニオ本多                                   | 12分29秒 19歳→体固め                                      | KUDO 坂口征夫 マサ高梨×                      |
| 引退ロード第7戦 4月26日 琉球ドラゴンプロレスリング ネーブルカデナアリーナ  |                                                           |                                              |
| 天龍源一郎 〇越中詩郎                                                      | 14分34秒 ダイビング・ヒップ・アタック                     | グルクンマスク× 首里ジョー                   |
| 引退ロード第8戦 4月30日 天龍プロジェクト 新木場1stRINGメインイベント       |                                                           |                                              |
| 〇天龍源一郎                                                               | 12分30秒 65歳→片エビ固め                                  | 拳剛×                                        |
| 引退ロード第9戦 5月30日 天龍プロジェクト 大阪府立体育会館第2競技場         |                                                           |                                              |
| 〇天龍源一郎 ドリー・ファンク・ジュニア NOSAWA論外                         | 16分31秒 ラリアット→片エビ固め                            | 諏訪魔 青木篤志 佐藤光留×                    |
| 引退ロード第10戦 6月7日 KAIENTAI DOJO 千葉BlueField                        |                                                           |                                              |
| 天龍源一郎 〇真霜拳號                                                      | 15分22秒 垂直落下式ブレーンバスター→片エビ固め            | 稲松三郎 関根龍一×                           |
| 引退ロード第11戦 6月13日 プロレスリング・ノア 広島グリーンアリーナ         |                                                           |                                              |
| 天龍源一郎 小川良成 〇高山善廣                                             | 15分37秒 エベレスト・ジャーマン・スープレックス・ホールド | 丸藤正道 永田裕志 井上雅央×                  |
| 引退ロード第12戦 6月30日 大日本プロレス 札幌テイセンホール                 |                                                           |                                              |
| 天龍源一郎 〇河上隆一                                                      | 13分40秒 ハリケーン・ドライバー→片エビ固め                | 橋本和樹 神谷ヒデヨシ×                       |
| 引退ロード第13戦 7月25日 全日本プロレス 後楽園ホール                       |                                                           |                                              |
| 〇曙 天龍源一郎 ウルティモ・ドラゴン                                       | 17分27秒 ヨコヅナ・インパクト→体固め                      | 秋山準 大森隆男 入江茂弘×                    |
| 引退ロード第14戦 7月27日 天龍プロジェクト 新木場1stRING                    |                                                           |                                              |
| 天龍源一郎 新井健一郎 〇火野裕士                                           | 22分10秒 Fucking Bomb→エビ固め                            | 藤原喜明 真霜拳號 田村和宏×                  |
| 引退ロード第15戦 8月23日 DDTプロレスリング 東京両国国技館                  |                                                           |                                              |
| 天龍源一郎 〇高木三四郎 赤井沙希                                           | 13分9秒 シットダウンひまわりボム→エビ固め                 | 石川修司 樋口和貞× 里村明衣子                |
| 引退ロード第16戦 8月30日 大日本プロレス 愛知名古屋国際会議場イベントホール |                                                           |                                              |
| 天龍源一郎 ×神谷ヒデヨシ                                                   | 12分16秒 ジャーマン・スープレックス・ホールド             | 関本大介〇 橋本和樹                          |
| 引退ロード第17戦 9月2日 天龍プロジェクト 東京後楽園ホール                  |                                                           |                                              |
| 天龍源一郎 〇柴田勝頼                                                      | 20分26秒 PK→体固め                                        | 鈴木みのる 飯塚高史×                         |
| 引退ロード第18戦 9月13日 プロレスリングZERO1 新潟県佐渡市相川町民体育館    |                                                           |                                              |
| 天龍源一郎 〇アジャ・コング                                                | 8分11秒 ダイビング・エルボー・ドロップ→体固め             | 里村明衣子× 大谷晋二郎                       |
| 引退ロード第19戦 10月4日 FREEDOMS 岩手一関市総合体育館                     |                                                           |                                              |
| 〇佐々木貴 宮本裕向                                                        | 19分45秒 新型Dガイスト                                    | 天龍源一郎 葛西純×                           |
| 引退ロード第20戦 10月5日 FREEDOMS 秋田大館市民体育館                       |                                                           |                                              |
| 〇葛西純 佐々木貴                                                          | 14分08秒 パールハーバー・スプラッシュ                     | 天龍源一郎 進祐哉×                           |
| 引退ロード最終戦 11月15日 天龍プロジェクト 東京両国国技館                  |                                                           |                                              |
| ×天龍源一郎                                                                | 17分27秒 レインメーカー→片エビ固め                        | 〇オカダ・カズチカ                           |

### 引退後
引退後に指導者としてプロレス界に関わることは頑なに否定していた。自身のDVD発売を記念したトークショーを全国各地で行う一方、芸能活動を本格的に開始した。以降はバラエティ番組の司会、本格的な俳優デビュー など、バラエティタレントとして多岐にわたる活動を行っている。
2019年4月、小脳梗塞を発症し三度入院するも6月に退院。入退院の事実は9月に公表され、同月から芸能活動に復帰した。
2021年3月19日より「うっ血性心不全」により入院。4月28日、退院。
2022年6月24日、天龍の現役時代に元WARのフロントやマネージャーを務めた妻と死別。肺がんの療養中だったという。9月2日、広範囲にわたる頸髄損傷のため「突然死のリスクが非常に高い状態である」との診断を受け入院中であることを明らかにした。正式な病名を「環軸椎亜脱臼に伴う脊髄症・脊髄管狭窄症」と公表。2か月間は頸椎を固定する「ハローベスト」を装着しリハビリに努め、2023年1月には自宅に一時帰宅するなど回復傾向を見せた。同年2月12日、新木場1stRINGにて天龍を支援する興行『天龍祭～天龍源一郎AID』の開催が決定。また同月19日の日本プロレス殿堂会主催イベントの来場へ向け、リハビリを続けていた。しかし、同年2月11日に敗血症性ショックのため緊急手術を受けたと天龍プロジェクトが公表。数日前から発熱や血圧の低下が見られ、緊急性の高い状態であると判明し、緊急手術には成功したものの集中治療を受けている状態とされた。6月時点では主治医の許可を得て週刊誌系インターネット記事の取材に応じられる段階まで回復した。6月22日、退院。

## タイトル歴
全日本プロレス
- 三冠ヘビー級王座（第2代、第26代、第29代）
- 世界タッグ王座（第4代、第8代、第10代、第11代、第44代）（w / 阿修羅・原→スタン・ハンセン×3→安生洋二）
- アジアタッグ王座（第76代）（w / 渕正信）
- PWFヘビー級王座（第13代）
- UNヘビー級王座（第25代、第26代）
- PWF世界タッグ王座（第6代）（w / 阿修羅・原）
- インターナショナル・タッグ王座（第36代、第38代）（w / ジャンボ鶴田）
- 新三冠王者決定トーナメント優勝（2000年）
- チャンピオン・カーニバル優勝（2001年）
- 世界最強タッグ決定リーグ戦優勝（1984年、1986年、1989年）（w / ジャンボ鶴田×2→スタン・ハンセン）

SWS
- SWS vs WWF トーナメント優勝（1990年）
- タッグトーナメント優勝（1990年）（w / 北尾光司）

新日本プロレス
- IWGPヘビー級王座（第25代）
- IWGPタッグ王座（第35代）（w / 越中詩郎）

WAR
- 日本J1王座（初代）
- WAR世界6人タッグ王座（第5代、第13代）（w / アニマル浜口、北原光騎→荒谷信孝、ウルティモ・ドラゴン）
- 6人タッグトーナメント優勝（1994年）（w / 大仁田厚、クラッシャー・バンバン・ビガロ）
- タッグトーナメント優勝（1995年）（w / ウルティモ・ドラゴン）
- 日本J1選手権争奪トーナメント優勝（1998年）

ハッスル
- ハッスルスーパータッグ王座（初代）（w / 安田忠夫）

WJプロレス
- WMGタッグ王座（初代）（w / 長州力）

天龍プロジェクト
- WAR世界6人タッグ王座（第3代）（w / 嵐、石井智宏）
- MIZUCHI-R優勝（2013年）（w / 河上隆一）

NWA
- NWAミッドアトランティック・タッグ王座（w / ミスター・フジ）[34]
- NWA世界6人タッグ王座（w / ロード・ウォリアー・ホーク、ロード・ウォリアー・アニマル）[63]

プロレス大賞
- 殊勲賞（1981年）
- 敢闘賞（1983年）
- 最優秀タッグチーム賞（w / ジャンボ鶴田）（1983年）
- 殊勲賞（1984年）
- 最優秀タッグチーム賞（w / ジャンボ鶴田）（1985年）
- 最優秀選手賞 MVP（1986年）
- 年間最高試合賞（天龍源一郎 vs ジャンボ鶴田、8月31日・日本武道館）（1987年）
- 最優秀選手賞 MVP（1987年）
- 最優秀タッグチーム賞（w / 阿修羅・原）（1987年）
- 最優秀選手賞 MVP（1988年）
- 年間最高試合賞（天龍源一郎 vs スタン・ハンセン、7月27日・長野市民体育館=PWF、UN2冠戦）（1988年）
- 年間最高試合賞（天龍源一郎 vs ジャンボ鶴田、6月5日・日本武道館=統一3冠戦）（1989年）
- 技能賞（1990年）
- 年間最高試合賞（天龍源一郎 vs ハルク・ホーガン、12月12日・東京ドーム）（1991年）
- 最優秀選手賞 MVP（1993年）
- 年間最高試合賞（天龍源一郎 vs 長州力、1月4日・東京ドーム）（1993年）
- 年間最高試合賞（大仁田厚、ターザン後藤 vs 天龍源一郎、阿修羅・原、3月2日・東京・両国国技館）（1994年）
- 殊勲賞（1996年）
- 年間最高試合賞（高田延彦 vs 天龍源一郎、9月11日・神宮球場）（1996年）
- 年間最高試合賞（天龍源一郎 vs 武藤敬司、IWGPヘビー級選手権試合、5月3日・福岡国際センター）（1999年）
- 年間最高試合賞（天龍源一郎 vs オカダ・カズチカ、11月15日・東京・両国国技館）（2015年）
- 特別功労賞（2015年）

## 大相撲時代

### 土俵歴
- 初土俵：1964年1月場所
- 新十両：1971年9月場所
- 新入幕：1973年1月場所
- 最終場所：1976年9月場所

### 主な成績
- 通算成績：393勝355敗 勝率.525
- 幕内成績：108勝132敗 勝率.450
- 十両成績：94勝71敗 勝率.570
- 現役在位：77場所
- 幕内在位：16場所
- 十両在位：11場所
- 各段優勝
  - 十両優勝：1回（1975年7月場所）
  - 幕下優勝：1回（1970年9月場所）

### 場所別成績
| | 一月場所 初場所（東京） | 三月場所 春場所（大阪） | 五月場所 夏場所（東京） | 七月場所 名古屋場所（愛知） | 九月場所 秋場所（東京） | 十一月場所 九州場所（福岡） |
| --- | ----------------------- | ----------------------- | ----------------------- | --------------------------- | ----------------------- | --------------------------- |
| 1964年 （昭和39年） | （前相撲）              | 西序ノ口22枚目 5–2      | 西序二段96枚目 4–3      | 東序二段67枚目 3–4          | 西序二段87枚目 5–2      | 東序二段38枚目 4–3          |
| 1965年 （昭和40年） | 東序二段13枚目 5–2      | 東三段目64枚目 3–4      | 西三段目77枚目 5–2      | 西三段目33枚目 4–3          | 東三段目22枚目 2–5      | 西三段目47枚目 3–4          |
| 1966年 （昭和41年） | 西三段目58枚目 3–4      | 西三段目63枚目 4–3      | 西三段目51枚目 5–2      | 東三段目14枚目 4–3          | 東幕下95枚目 4–3        | 西幕下75枚目 6–1            |
| 1967年 （昭和42年） | 西幕下43枚目 3–4        | 西幕下46枚目 3–4        | 西幕下58枚目 2–5        | 東三段目12枚目 3–4          | 西三段目20枚目 1–6      | 西三段目50枚目 5–2          |
| 1968年 （昭和43年） | 東三段目22枚目 4–3      | 西三段目11枚目 3–4      | 西三段目26枚目 5–2      | 東三段目5枚目 5–2           | 東幕下43枚目 4–3        | 東幕下36枚目 3–4            |
| 1969年 （昭和44年） | 東幕下39枚目 5–2        | 西幕下24枚目 3–4        | 東幕下29枚目 5–2        | 西幕下18枚目 3–4            | 東幕下24枚目 4–3        | 西幕下20枚目 3–4            |
| 1970年 （昭和45年） | 西幕下24枚目 6–1        | 東幕下7枚目 3–4         | 西幕下9枚目 3–4         | 東幕下14枚目 3–4            | 西幕下19枚目 優勝 6–1   | 東幕下4枚目 3–4             |
| 1971年 （昭和46年） | 西幕下7枚目 3–4         | 西幕下12枚目 4–3        | 西幕下10枚目 5–2        | 西幕下3枚目 6–1             | 西十両11枚目 6–9        | 東幕下2枚目 3–4             |
| 1972年 （昭和47年） | 西幕下4枚目 4–3         | 西幕下3枚目 3–4         | 東幕下7枚目 6–1         | 東十両13枚目 8–7            | 西十両8枚目 10–5        | 東十両3枚目 10–5            |
| 1973年 （昭和48年） | 東前頭13枚目 8–7        | 東前頭10枚目 9–6        | 西前頭5枚目 6–9         | 西前頭9枚目 6–9             | 東前頭13枚目 9–6        | 東前頭7枚目 9–6             |
| 1974年 （昭和49年） | 西前頭筆頭 5–10         | 西前頭5枚目 6–9         | 西前頭9枚目 6–9         | 東前頭11枚目 8–7            | 西前頭8枚目 8–7         | 東前頭7枚目 5–10            |
| 1975年 （昭和50年） | 東前頭12枚目 5–10       | 西十両3枚目 8–7         | 東十両2枚目 4–11        | 西十両10枚目 優勝 13–2      | 西前頭13枚目 6–9        | 西十両2枚目 8–7             |
| 1976年 （昭和51年） | 東前頭14枚目 4–11       | 西十両4枚目 10–5        | 東十両筆頭 7–8          | 西十両2枚目 10–5            | 東前頭13枚目 引退 8–7–0 | x                           |
| 各欄の数字は、「勝ち-負け-休場」を示す。 優勝 引退 休場 十両 幕下 三賞：敢=敢闘賞、殊=殊勲賞、技=技能賞 その他：★=金星 番付階級：幕内 - 十両 - 幕下 - 三段目 - 序二段 - 序ノ口 幕内序列：横綱 - 大関 - 関脇 - 小結 - 前頭（「#数字」は各位内の序列） |                         |                         |                         |                             |                         |                             |

### 幕内対戦成績
| 力士名   | 勝数 | 負数 | 力士名 | 勝数 | 負数 | 力士名     | 勝数 | 負数 | 力士名   | 勝数 | 負数 |
| -------- | ---- | ---- | ------ | ---- | ---- | ---------- | ---- | ---- | -------- | ---- | ---- |
| 朝登     | 0    | 1    | 旭國   | 1    | 3    | 荒瀬       | 2    | 0    | 巌虎     | 2(1) | 1    |
| 大潮     | 4    | 2    | 大錦   | 3    | 4    | 大鷲       | 2    | 4    | 魁輝     | 1    | 0    |
| 和錦     | 0    | 1    | 北瀬海 | 5    | 3    | 北の湖     | 1    | 1    | 北の富士 | 0    | 1    |
| 黒姫山   | 0    | 4    | 高鉄山 | 2    | 0    | 琴ヶ嶽     | 1    | 0    | 琴乃富士 | 1    | 1    |
| 白田山   | 1    | 3    | 大旺   | 2    | 2    | 大豪       | 1    | 0    | 大受     | 0    | 1    |
| 大竜川   | 2    | 2    | 貴ノ花 | 0    | 1    | 高見山     | 1    | 1    | 玉輝山   | 0    | 3    |
| 玉ノ富士 | 0    | 2    | 千代櫻 | 0    | 1    | 千代の富士 | 1    | 0    | 時葉山   | 3    | 1    |
| 栃東     | 6    | 3    | 金城   | 1    | 1    | 羽黒岩     | 5    | 2    | 播竜山   | 0    | 3    |
| 福の花   | 2    | 9    | 富士櫻 | 6    | 0    | 二子岳     | 4    | 7    | 双津竜   | 1    | 2    |
| 前の山   | 2    | 3    | 増位山 | 1    | 5    | 丸山       | 1    | 1    | 三重ノ海 | 1    | 3    |
| 陸奥嵐   | 4    | 5    | 豊山   | 2    | 4    | 吉王山     | 2    | 3    | 吉の谷   | 4    | 2    |
| 義ノ花   | 1    | 0    | 琉王   | 3    | 3    | 龍虎       | 1    | 3    | 若獅子   | 3    | 3    |
| 若ノ海   | 2    | 6    | 若三杉 | 1    | 1    | 若二瀬     | 0    | 2    | 輪島     | 0    | 1    |
| 鷲羽山   | 4    | 2    |        |      |      |            |      |      |          |      |      |

### 改名歴
- 島田 源一郎（しまだ げんいちろう）1964年1月場所 - 1970年9月場所
- 嶋田 源一郎（しまだ - ）1970年11月場所 - 1971年5月場所
- 島田 源一郎（しまだ - ）1971年7月場所
- 天龍 源一郎（てんりゅう - ）1971年9月場所 - 1976年9月場所

## ファイトスタイル
痛みの伝わるプロレスを標榜し、どんな技も徹底的に受けて相手を光らせる術に長けている。技を受ける際のやられぶりも、天龍の試合を見るうえで欠かせない。
ビッグマッチでは受けの時間が長いが、それゆえに耐えきったうえでの反撃は半端ではなく、新日本への参戦時には多くの実力者とのシングルマッチで勝利を収めている。好機とみるやジャーマン・スープレックス、浴びせ蹴り、トペといった意表を突く技を繰り出すのも天龍の大きな特徴。一方、アメリカをサーキットした経験から、アメリカン・プロレスにも対応でき、ランディ・サベージとの一戦では、女性マネージャーであるシェリー・マーテルの介入に翻弄される役を演じきった。
肉体の衰えはじめた50代以降は、パワーボムをはじめ大技を使用する頻度は徐々に減少したが喉笛へのチョップとグーパンチの連打、顔面蹴りなど打撃を中心とした武骨なファイトスタイルを確立している。メジャー・インディー問わず多くの団体で戦った経験により、後年はファイトスタイルの幅を更に広げている。
打撃技の攻防には強い一方で、新日本勢との5対5タッグマッチの際には木戸修の脇固めやアキレス腱固めといった関節技に苦しめられ、試合途中にもかかわらず右腕を痛めてそのまま場外に戦線離脱したこともある。
天龍は「大技を乱発せずに試合を組み立て、必殺技は一発で仕留める」というオーソドックスな試合展開を「古い」と批判的に捉え、「勝てるんだったら先に得意技を出して、もしそこで跳ね返されたら、そこからまた組み立てればいい」としている。

## 得意技

### フィニッシュ・ホールド
パワーボム
天龍最大の必殺技。幾多のレスラーをこの技でフォールしてきた。かつては、「オレのは他の奴らとフォールの姿勢が違う。ガッチリと押さえ込めば返せる奴はいない」と豪語していた。
全日本時代の1983年4月に来日したルー・テーズより伝授されたが、威力に懐疑的な天龍は使用しなかった。しかし同年8月、テリー・ファンク引退試合の対戦相手として初来日したテリー・ゴディにしかけられ3カウントを奪われ、あまりの衝撃に「こんなに効く技だったのか」と驚愕した。ジャンボ鶴田からは「源ちゃん、新日さんが『カール・ゴッチ直伝』とか『ゴッチのスタイルを継承』を売りにするのなら、僕らは『ルー・テーズ直伝』『テーズのスタイルを継承』を売りにしていこうよ」と提案され、使用するようになったという。馬場、猪木、鶴田、長州、藤波をはじめ、若き日の四天王、三銃士らトップクラス全員からピンフォールを奪っている。
やがて弟子である川田利明に継承され、後述する53歳の開発後はほとんど使用していない。オカダとの引退試合で久々に披露したが、上手く持ち上げられずテーズの使用する「リバース・スラム」に似たような形で不完全に終わっている。
53歳
独特のタイミングで落とす変形の垂直落下式ブレーンバスター。初期はジャックハマーのように体を浴びせる技だったが、現在の形へと徐々に変化していった。パワーボムを使用しなくなってから、こちらをフィニッシュ・ホールドにしている。53歳は開発当時の年齢。当初は開発以降年齢を重ねるごとに「53歳→52歳→51歳→…」と1年ごとに若返る構想があったが実現しなかった。
垂直落下式ブレーンバスター
パワーボムが必殺技としての威力・迫力に陰りが見え始めたころ新たな必殺技を模索し、同時期から頻繁に使用するようになった。この技と下記ノーザンライトボムを元に53歳を開発した。

### 投げ技
ノーザンライト・ボム
1999年、佐々木健介を挑発するかたちで使用し始めた。試合後のマイクパフォーマンスである「健介、ノーザンライトはオレが貰っておくからな」という発言は今でも語り草である。継続して使用したことで「53歳」の誕生に繋がった。ちなみに、のちの健介がテレビ番組のインタビューにて「今までこんな酷いことを他人にやって来たのかと思った」と苦笑している。
DDT
日本では天龍自身が「デンジャラス・ドライバー・オブ・テンリューの頭文字である」と発言したことにより、命名の由来に誤解が生じたことがある。キャリア後期以降も、繋ぎ技として時折使用する。
天龍稲妻落とし
天龍が風雲登り龍として最初にブレイクしたときの決め技。師である馬場から直々に指導を受けている。DDTと勘違いされやすいが、フェイスバスターの型をとるためやや異なる。

### 打撃技
逆水平チョップ
チョップの威力を再び世に知らしめた中興の祖で、その「バチーン」という鈍い衝撃音は会場に響き渡り、驚愕した観客の歓声が沸く。1980年代までは天龍チョップといえば相撲の突っ張りを応用した「突っ張り連発で相手をコーナーポストやロープ際に追い込む」だけのものを指していた。経年とともに多様なチョップへ変化し、現役晩年は「天龍チョップ」と呼ばれることが多かった。特に天龍が繰り出す喉笛への逆水平チョップは「最もえげつないチョップ」としばしば評され、かつて鶴田を激高させたことがある。
起き上がりこぼし式逆水平チョップ
上記の逆水平チョップのバリエーションの一つ。左手で相手の手首を掴み、チョップで倒れた相手を引きずり上げ再びチョップを打ち、倒れた相手を再び引きずり上げを繰り返す。全日における天龍同盟時代、観客の心ない野次に怒った天龍が、その怒りを対戦相手にぶつけるために使ったとも言われている。そのためか、現在はほとんど使用していない。この技も、川田が引き継いで使用している。
グーパンチ
握り拳で顔面を殴りつける。いわゆるナックルパートなのだが、天龍が独自に改良し長年愛用してきた結果、解説者でさえ「グーパンチ」と呼ぶようになった。腰の回転は利用せず、殴ると同時に同じ側の足を強く踏みしめ、会場に音を響かせて見た目以上のインパクトを与える。天龍のかつての付け人でもある小川も、同様のグーパンチを繰り出している。本来は反則技だが、天龍の使用時はなぜか反則カウントを取られることは少ない。なお、グーパンチ→逆水平のコンビネーションを繰り返し使用するパターンもある。山崎一夫曰く「何がグーパンチだ、パンチはグーに決まってるじゃねえか！」。
顔面蹴り
天龍同盟を結成したころより多用している。ダメージを受け、うつぶせあるいは四つん這いになった相手に対し、下から足の甲で思いきり相手の顔面を蹴飛ばす。レガースやパット付きブーツではなく通常のリングシューズで蹴り上げるため、相手の顔に靴紐の跡が残ることもあった。
延髄斬り
跳躍力を利用する猪木のものと違い、左手を相手の左肩に乗せ、体重を下に乗せながら跳び、斜め上から鉈を振り落とすように重く脚を当てる。天龍と同じ相撲出身の田上明も、天龍型の延髄斬りを使用していた。アメリカ遠征時代、膝立ちの相手へ延髄斬りのようなキックが偶然出たことに着想を得て、のちに新日本の興行から戻ったマスクド・スーパースターやブラックジャック・マリガンから「イノキが変なキック...ラウンド・ハイキックを使っている」という話を聞き、本格的な使用に至った。
「風雲昇り龍」としてのブレイク直後は、相手の背後から走り込んで蹴る（サッカーのジャンピングハイボレーシュートのような形になる）タイプや、相手をロープに振って、戻ってきたところを横から蹴るパターンも使用していた。ただしロープ・リバウンド式はタイミングを誤って空振りすることがままあった。ジャンピング・ハイボレー式は試合のフィニッシュになるほど高威力を誇った。
ラリアット
左腕で浴びせ倒すスタイル。同型のラリアットをマグナムTOKYOが龍魂ラリアットとして受け継いでいる。
背面式ダイビング・エルボー・ドロップ
リングに背を向けてコーナーにのぼり、そのまま後向きに飛び降りながらエルボー・ドロップを繰り出す。エルボーを落とした後、勢いで一回転することもある。また精度が高く、ほぼ回避されない稀有な空中技として有名。
NWA王者時代のテリー・ファンクがフィニッシュとして多用しており、天龍が若手のころテリーから直伝されている。アメリカ修行時代には、同タイプのエルボー・ドロップをフィニッシュに使用していたフランキー・レインというレスラーからも承諾を得てレパートリーに加えたという。全盛期はリング中央近くまで届く飛距離があった。
浴びせ蹴り

### 関節技
WARスペシャル
尻餅をついた相手の両腕を背後から抱えるように極めながら相手の後頭部に上体を密着させ、窒息または首関節の圧迫を狙う。もともとルー・テーズのライバルとして活躍したルー・キムの必殺技で、「満州固め（マンチュリアン・クラッチ）」と呼ばれていた。隠し技として裏WARスペシャルという技も存在する（変形の羽根折り固め）。
テキサス・クローバー・ホールド
相手の両足を両腕でインディアン・デスロック状に固定して逆エビ固め状態で絞り上げる。テリー・ファンクが元祖。天龍曰く「テリーから『この技だけは真似するな』と釘を刺されましたが、勝手に拝借しちゃいました。青春の技です」とのこと。
卍固め
天龍がインターナショナルタッグに初挑戦した際、控室でパートナーだったビル・ロビンソンから伝授された。現役後期はほぼ使用していない。

### 組み技
ショルダー式ネックブリーカー
いわゆるヨーロッパ式ネックブリーカー。卍固め同様インターナショナルタッグ挑戦時にビル・ロビンソンから伝授されたもの。現役後期にもたびたび使用される。
※そのほか、試合中に対戦相手や観客を驚かせる意外な技を繰り出すことがある。以下、主な技を記す。
雪崩式フランケンシュタイナー
この技を得意とする武藤との対戦で初めて披露して以来、時折使用された。ちなみに、初めての使用時は天龍自身も頭を打ちつけている。
スパイダー・ジャーマン→背面式ダイビング・エルボー・ドロップ の連携技
ジャーマン・スープレックス・ホールド
1980年代から1990年代前半まで一時期多用していた。決してきれいなフォームではないが、唯一無二の豪快さがあった。
サンダーバスター
　パイルドライバーに入る要領で相手を持ち上げ切ったら片膝を立てて相手の肩を破壊して前に落とす、前方式ショルダーバスター。初期の頃によく使用した。

### 飛び技
トペ・スイシーダ
高齢のヘビー級選手かつパワーファイターが使用するのは非常に稀である。身体をやや捻りながら飛んで行くためショルダー・スイシーダのような形になる。前述の馬場からピンフォールを奪った試合において、入場してきた馬場に放った一発は勝利への布石となった。

### 反則技
凶器攻撃
代表的なものに本物のビール瓶をテープで覆って使用する。
毒霧
毒霧を吹きかける前にセコンドからペットボトルらしき物を受け取っている。ムタとの三冠戦のときには、観客とカメラの中心で堂々と水筒から口に含んでいた。

## エピソード
- 父は大変血気盛んな人物だったという。天龍が小学生のころ地元の相撲大会で「うちの息子を中学生の部に参加させろ」（毎回天龍が優勝していたという）と無茶を言うも認められず、息子へ八つ当たりした挙句自宅からバイクで30分を要する会場へ置いて帰ってしまった。当時はこうした出来事が珍しくなかったという。自宅で夜に数学の宿題をしていた際、「てめぇ、こんなのもわからねぇのか！」としばしば殴られ、父の時代とは解き方や方程式が異なることを説明するが納得せず更に殴られている。父が他界した際の週刊ゴングにて「厳しい父だった。怖い父だった。でも、俺の心の中で常に英雄だった」と述懐した。ただし礼儀作法や長男としてのあり方の指導は理にかなっていたという。この教育観についてのちの天龍は「娘が言うことを聞かないことがあれば手を挙げていたが、それが大きな間違いだと気付かされた」と語るも「子供は自己判断なんか出来ないんだから、抑制がなければ誘惑のおもむくまま。今の子供たちが好き勝手やって弊害を生じさせているとしたら、それは親の責任。こういう事を考えるような歳になると、昔ながらの親父のやり方もある意味間違ってなかったかな」と父の教育観に共感する場面も見せた。
- 東前頭7枚目だった1973年11月場所の千秋楽にて、横綱輪島が前日に休場した影響で「これより三役」の結びの一番で横綱琴櫻と対戦し上手出し投げで敗れている[69]。
- 二所ノ関部屋で大麒麟と大鵬から特に影響を受けたという。取的だったある年の九州場所での夜、大麒麟から「じゃあ、俺はこれで帰るから。嶋田、これで遊んで来いよ！」と手渡された財布には100万円が入っていた[70]。大鵬も豪快な人物で、天龍には特に奮発して財布ごと渡している[71]。あまりに高額なため、そのまま本人の元へ戻しに行くことも多かったという。天龍はそれらに影響を受け、関取昇進後から現在まで飲食は身銭を切っている。大相撲時代もタニマチからの祝儀にいっさい頼らず飲食は自費で支払ったといい、金払いが滞ることもなかった。天龍の付き人だった小川良成は「巡業先での食事代はもちろんのことで、全日本の給料の何倍も天龍さんから小遣いを貰っていた」と公言している。
- 鶴龍コンビ時代の北陸遠征時、鶴田とラーメン屋での食事を終え店を出た際「あれ、ジャンボ鶴田だよな？なんだ、ラーメンなんか食ってて力が出るのかよ？ステーキとかを食べてるんじゃないの？」と客に小声で冷やかされ、以来「ファンのイメージを壊してはいけない」と天龍はコンビニやファミレスの利用を控えた。当時ブルーザー・ブロディとスタン・ハンセンが村さ来の1本数十円の焼き鳥に感激していたのには、プロレスラーとしてのイメージにそぐわないと驚いていた[72][73]。
- 相撲時代は細身ながら、筋肉質の体躯と優しく均整の取れた顔立ちから美男子力士として女性人気が高かった。本人は「いやぁ、そんなに人気はなかったよ。あの頃は、北の富士さんや増位山さんとか、カッコいい力士がいっぱいいたから、俺なんかカヤの外ですよ」と謙遜しているが、同時代を過ごした元力士によれば「ものすごくモテていた」とのこと[74]。
- 落語家6代目三遊亭円楽は墨田区立両国中学校の同級生で親友だった。田上明を紹介された際には全日本入団に協力しており、『笑点』での円楽はしばしば天龍の物真似を披露することもあった。
- プロレス転向話が提案された際、当時のプロレス界が相撲で大成しなかった人間の吹き溜まりのようになっていたことから、「幕内で勝ち越してから相撲を辞める」と決意。その思いを体現し、晴れてプロレス転向を遂げた。
- 「一人前に仕事が出来ないうちからカッコつけたことは言っちゃいけないと思って」プロレス転向後は「風雲昇り龍」として1981年にブレイクするまで無口で大人しい態度を貫いた。
- 相撲時代に十両・幕内を長く務めたことや、プロレス転向後も相撲時代の名をそのまま使用したことから、旧知の人物や元力士のプロレスラー（キラー・カーンなど）から「天龍関」と呼ばれることが多い[75]。
- 元幕内力士として、力士が大型化して怪我などで巨体を持て余す様子を「俺たちにとって不本意だ」と嘆いている1人である。一方「でもお前も現役時代、突っ張りしかしてなかったじゃないかって言われそうだけどね（笑）」と話している[76]。
- 1980年代後半以降のプロレス界は、新日本・全日本の二大団体時代が終焉し多団体時代が到来すると「メジャー系」「UWF・格闘技系」「インディー系」「エンタメ系」「ルチャリブレ系」「女子プロ系」と各団体がカテゴライズされたが、天龍は女子も含めた全てのジャンルのトップレスラーと対戦した。最大の宿敵である鶴田を皮切りに、猪木・藤波・長州・谷津・輪島・武藤・ムタ・蝶野・橋本・馳・佐々木健介・川田・小川良成・高田・藤原・北尾・大仁田・ターザン後藤・ハヤブサ・マグナムTOKYO・神取（女子）らとのシングルマッチでいずれも勝利を収め、タッグマッチながら馬場から日本人初のピンフォールを奪っている。そのほかNOAHの三沢・小橋・田上・秋山。第三世代の天山・小島・永田・中西・西村。新三銃士の中邑・棚橋・柴田。UWF系出身の初代タイガーマスク・山崎・鈴木・高山。インディー系のポーゴ・ケンドーナガサキ。ハッスルのHG・インリン様（女子）曙。ルチャ系のサスケ・新崎人生。西口プロレスのアントニオ小猪木。さらにUFO時代の最も暴走していた小川直也とも対戦している。
- プロレス界一の豪傑・酒豪として知られ、数々の男気溢れるエピソードを持つ。特に様々な酒をアイスペールに注いだものは「天龍カクテル」と呼ばれ、自分は飲まず記者などに次々飲ませ潰してしまう。プロレス界のもう一人の酒豪として知られる藤原喜明と飲んだ際は、ヘッドバット合戦や相撲を取ったりした[77]。またダチョウ倶楽部の上島竜兵に10万円の小遣いを与えたり、飲んでいた店にいる全員分（見知らぬ人も含め）の会計を支払うなど気前の良さも持ち合わせる。地方巡業のおり、若手レスラー・裏方スタッフ・マスコミと食事や飲み会に出かけるときも、天龍が全て支払っていたという[78]。上述した相撲時代の大麒麟と大鵬、そしてアメリカ修行中に世話になったリック・フレアーから多大な影響を受けているとインタビューで語っている[79]。
- 越中詩郎が全日本から新日本プロレスへの移籍を決め、ジャイアント馬場の了承を得るべく全日本の遠征先の宿へ向かう際、偶然天龍と遭遇したという。事情を知った天龍は越中に付き添って馬場のもとに向かい、あくまで移籍を認めない馬場に対し、越中の意を汲むように説得した。越中が宿を離れるときには、はなむけの言葉とともに餞別として越中の服のポケットに大量の一万円札を入れたという[80]。
- 「全日本第3の男」が定着し、UNヘビー級獲得に苦労したり、延髄斬りや卍固めの使用で猪木の亜流と揶揄された。しかしテリー・ファンクは、一度目の引退後に雑誌のコラムで天龍を「馬場の後の全日のボス」と評し、他の外国人選手も同調したが、天龍自身は「俺が奴らに勝てないから慰めてくれているだけだろ!」と自嘲したという。
- 鶴田の返上したUNヘビー級へ挑戦が決まった際、当初は親しい記者たちに「なんでジャンボの『お下がり』のベルトに俺が挑戦しなきゃいけないんだ？」と不満を口にしたが、猪木・坂口征二・カブキ（高千穂明久）が巻いたベルトであることを知ると、一転獲得の意欲が湧いたという[81]。しかし王者テッド・デビアスとの選手権試合で獲得に失敗。試合後のロッカー・ルームで「いくらいい試合をやったって、タイトルが取れなきゃ意味が無いよ…」ともらしたきり、プロレス記者・若手レスラーたちが声をかけられないほど落胆した。弟子に対してめったに慰めの言葉をかけない師匠・ジャイアント馬場が「天龍、ネクスト・トライだ。（この試合で）終わり、という訳じゃないんだから…。なぁ？」と労うほどだった。それゆえリッキー・スティムボートを下し王座に就いたときには、喜びと共に安堵した表情を見せている。
- 上述したように、全日本時代は後輩の面倒見が良い兄貴肌で、支持派も多かったという[78]。三沢光晴はSWSについて「もし（天龍さんから）直接声がかかっていれば行っていた」と語っている[82][83]。また川田利明はノアについて「あの時（SWS）の方がよっぽど（移籍するか）迷った所があった」としている。
- 「なぜプロレスラーは技を避けないのですか？」という問いに「よけられないんですよ。よけたら負けなんですよ。一度やっちゃったら、こいつにはもう勝てないって思っちゃう。俺はね」と答えた[84]。また、週刊大衆のプロレス特集にて「ハンセンのラリアットだろうと、ジャンボ（鶴田）のバックドロップだろうと、全てまともに受け、それでも立ち上がってみせるのがプロレスラーだから。それで負けたら『ああ、俺が弱いから負けたんだな』って思うだけでね」という自身の「受けの哲学」を披露した[85]。
- 前田日明は、第一次UWFから新日本にUターンしていた1987年ごろ「俺たちに比べたら全日さんはてれんこ、てれんこ試合をしている印象がある」とインタビューで語っていた。その直後、天龍と輪島のシングルマッチにおいて、レガースを付けない硬いリングシューズで天龍が輪島の顔面を容赦なく蹴っていたこと、それでも立ち上がる輪島、さらに容赦なく蹴り続ける天龍の姿に衝撃を受けた前田は「全日本であんな激しい戦いをされたら、自分たちの存在意義がなくなってしまう」と危機感を抱いたという[86]。天龍はこの行為について、「たとえ横綱だった人間でも簡単に出来るほどプロレスは甘くないということ。それから、やっぱり横綱だった人間はヤワじゃないんだよということ。この二つを皆に知ってほしかったからやったんだ」と述べている。のちに「あの頃の全日では僕が一番相撲取りの凄さについては分かっていました。毎日ダンベルに頭突きをして額を鍛えたり、プロレスラーに負けないくらい力士だって体は頑丈で、タフなんですよ。だからその頂点である横綱になった輪島さんなら『これくらいやっても大丈夫だ』って思いましたから」と当時の輪島に対する敬意と対抗心も明かしている[85]。なお輪島以外では、石川敬士・高木功や田上といった格下の相撲出身レスラーに対しても、厳しい洗礼を与え続けていた。
- 上田馬之助は、SWSが失敗した原因として「（天龍がSWS移籍する前の全日本最後の試合で）最後に鶴田にピンフォール負けを食らった奴の試合なんて誰が見るの？」と語っていた。
- 私生活ではジャイアント馬場が勧誘した渕正信・ジャンボ鶴田・大仁田厚とは交流がなかった。渕は根暗な性格のため一緒に飲んだことがなく、鶴田はブレーキを掛けながら飲むため共に酒の席につくことはあったが、自分と飲んでいて楽しいのかと疑問を感じるようになり距離を置くようになった。大仁田は、後輩でありながら馬場に特別視されていた天龍を不快に感じていたことが一目瞭然だったため、飲みに行くどころの話ではなかった[87]。
- 神取忍との対戦では、グーパンチや逆水平チョップを浴びせ、完膚なきまでに叩きのめした。試合後顔を腫らした神取が「死ぬかと思った」「今日ほど男に生まれたいと思ったことはないよ」などのコメントをしている。天龍は男女の壁を越えて『ミスタープロレス』に挑んできた『ミスター女子プロレス』に対し手加減しないことで敬意を示した。
- 全日本時代は色白だったが、SWS移籍を機に褐色の肌へと変貌を遂げた。近年は白髪染めの影響か、頭髪が茶髪になっている。
- 若手時代はハスキーな美声だったが、年を重ねしゃがれた悪声となった。幸か不幸か「滑舌の悪さ」はトレードマークになっている。声がしゃがれてしまった理由はラリアットを喉に受けたことによるもの。
- 2006年7月、スポーツ紙にて「ずっとジャンボとの戦いに備えていた」と、袂を分かった後も変わることのない鶴田へのライバル心を明かした。記事では、鶴田の死後も彼といつか出会うかのごとく、依然として戦いに備えており、そのことが2000年以降の活動につながっていると語られている。
- 鶴田について「レスラーとしては最高だったかもしれないけど『鶴田友美』として見た時に、どうしても相容れないものがあった」と後年評している。「リング上ではエースとして威張っていたが、リングを離れるとことさら目立たないようにするなど両極端だった」という旨のコメントも残している。また「周りの同年代の人たちは普通の会社に就職していた訳だから、もしかしたらそこに負い目があったのかなと思わないでもないよ。だからことさら一般の人の様に生活がしたいという憧れがあったかもしれないね」と鶴田を分析していた[88]。
- 高松でのロード・ウォーリアーズとの試合にてダブル・インパクトを受けて敗北した際、頭を打って倒れている天龍にむかって鶴田は「源ちゃん、ホラ!いつまで寝てるんだよ!」と頭をつかんでひっぱり起こされたことがあった。また、コブラツイストをかけてリングサイドのカメラマンに「OK?」と写真を撮らせるなど相手に敬意を払わない鶴田の姿をコーナーから見た天龍は、鶴田を尊敬できなくなったという[89]。
- 自身のベストバウトに、鶴田とのシングル最終戦となった鶴龍対決の第7戦目を挙げている。また「正直、3試合目くらいからジャンボとの地力の差を感じていた」「いつも『お客さんにはジャンボよりも1ミリ先を見せよう』って頑張っていたけど、この最後の一騎討ちだけは、試合中に初めて『転んで（負けて）もいいや』って思った。実際負けてしまったんですが、もう全日本を辞めようって気持ちがあって（この試合を最後に退団）、それとどこか重なってしまったんですね」と語っている[90]。また、試合前の鶴田が「今日はそんなにシャカリキにならなくても」と[91] 発言したことを伝え聞き、気持ちが萎えてしまったとも語った[65]。
- 後年も時間を見つけては鶴田の墓参りへ赴く姿がマスコミに取り上げられたが、2015年の墓参りで区切りをつけている。鶴田の墓前で「この次に会うのは、そっちに行った時だよ」と告げたという[92]。
- 2009年6月に試合中の事故で三沢が他界したことについて記者からコメントを求められた際、「俺とあいつの関係で月並みなことは言いたくない」として頑なにノーコメントを貫いた。2015年4月28日に原が亡くなったときも、徹底して無言を貫き通した。引退後に上梓した自伝では、両者の死の知らせに接したときの思いを告白している[93]。
- 天龍の「リュウ」が、外国人には発音しにくいため、アメリカでの修行時代には「テン・ルー」のリングネームを使用していた[94]。修行時代からの友人でタッグパートナーでもあったスタン・ハンセンやロード・ウォリアーズ・リック・フレアーらも「テンリュウ」ではなく「テンルー」と呼んでいた。
- 1978年のフロリダ地区での再修行時代には、「テン・ルー」として素顔で闘うだけでなく白地に鷹をあしらったマスクを被り、パートナーに現地のレスラー（ソニー・ドライバー）、マネージャーにタイガー服部を従え、「ライジング・サンズ」として活動していた。
- インディー団体にも参戦し、若手を中心とした発展途上の選手に胸を貸している。アパッチプロレス軍のマンモス佐々木もその一人で、天龍に食らった（一騎討ちでフィニッシュ・ホールドとなった）必殺技である「53歳」を糧とし、佐々木の当時の年齢にあわせて「29歳」を開発している。
- 2010年5月31日、西口プロレスに出場。前年まで出場していたハッスルから新たに激しいプロレスを魅せる天龍プロジェクトを立ち上げた矢先にアントニオ小猪木と対戦。掌打・グーパンチ・喉笛チョップ・顔面蹴りなどで、小猪木の額には靴紐のアザ・左右の奥歯を2本折るという妥協なきスタイルを貫いた。
- 2009年12月23日、『ホリデーインタビュー』（NHK総合）という祝日の早朝番組に出演した。
- 2012年以降は『ダウンタウンのガキの使いやあらへんで!!』（日本テレビ）の大晦日年越しスペシャル『笑ってはいけないシリーズ』において、笑いの刺客として出演していた。長州の滑舌の悪さにメンバーが爆笑した後に天龍が登場し、更にメンバーを悶絶させた。
- 二所ノ関部屋が閉鎖された際、自身の育った部屋を見せようと部屋の前に娘を連れていった。看板を取りはずし持ち帰りたい衝動に駆られたといい、それほど部屋への思い入れは深かった[3]。
  - 大鵬の葬儀では外からでも手を合わせられればという思いで弔問に訪れたが、式場内に入ることを許され故人の前でしっかり手を合わせることができた。のちに「あの時、すべてのことがクリアになったな、という思いがしました」と述懐している[3]。
- プロレスラーの傍ら1997年、東京都世田谷区（桜新町駅前）に寿司屋『鮨處 しま田』をオープン。天龍の妻が女将を務め、自身も週に数回店を訪れて接客などをしていた[95]。2009年をもって閉店[96]。
- 現役時代はブレイク以降にリラックスする時間がとれず、妻から「あなたは24時間天龍源一郎だから、見ていても接していても疲れる」と指摘された。そのため、引退後に家族旅行へ行った際にはごく当たり前のことが新鮮に感じたという[76]。
- 自慢の手料理は湯豆腐・油鍋（ごま油を大量に使用した鍋料理）・鯛麺。湯豆腐は二所ノ関部屋で若い衆だったころに覚え、鯛麺はそうめん好きだった兄弟子の大文字が作っているさまを見て学んだ。油鍋は調理する際、部屋にごま油の匂いが充満するため、自宅では妻や娘が濡らしたバスタオルを振り回して必死で匂いを吸着するという[97][98][99]。
- 引退ロード終了後に嫌いなレスラーとして大仁田厚の名前を挙げている。その理由として「彼は自分がやっていることがすべて正義のように振舞うし、それをファンにも無理強いしているような所があるからね。ファンがそれで納得しているというのなら、なおさら節目でしっかりケジメをつけろと言いたいね」「大仁田は商売っけが先に立つから、とにかくそれが鼻について、相容れないものがあるよ」と説明した[100]。

## 入場曲
- THUNDER STORM
  - ギタリストの高中正義が1981年にリリースされたアルバム『虹伝説 THE RAINBOW GOBLINS』の収録曲。なお、ハッスルへの出場時はオリジナル盤ではなくカバー版を使用している。SWS時代は冒頭にゴジラの鳴き声が入り途中で曲がアレンジされたものになっていた。2015年11月の引退試合では試合前に高中本人がリング上で生演奏を披露している[101]。高中とはこの日が初対面だった。
- レボリューション〜天龍源一郎のテーマ〜
  - SWS旗揚げ直後からしばらく使用された。既存の楽曲を廃止し、各道場ごとに新たに制作したテーマ曲を入場曲にしていたが、ファンからの「THUNDERSTORMに戻してほしい」という要望により元に戻された。2002年に発売された企画アルバム『プロレスQ 11PM』に収録[102]。

## メディア出演

### 映画
- 極道の妻（つま）たち Neo（2013年6月8日、東映ビデオ）
- 幕が上がる（2015年2月28日） - ユッコのお父さん 役
- LIVE FOR TODAY-天龍源一郎-（2017年2月4日、川野浩司監督）[103][104] - ドキュメンタリー

### テレビドラマ
- マネーの天使〜あなたのお金、取り戻します!〜 第7話（2016年2月18日、読売テレビ） - 警備員 役[105]

### テレビアニメ
- カイトアンサ（2017年） - テンテン 役[106]
- 100万の命の上に俺は立っている（2020年） - ゲームマスター 役
- せいぜいがんばれ!魔法少女くるみ（2021年） - デビるんパパ 役

### その他テレビ番組
- 天龍源一郎のゴールデン洋画劇場　マッドマックス編（2020年9月11日、12日、フジテレビ）[107]

### CM
- リーヴライフ トゥエンティーワン（2013年）
- 味の素冷凍食品「ザ・チャーハン」（2015年 - ）[108]
- リクルート「フロムエー・ナビ」（2016年） 声の出演[109]
- 大塚食品「MATCH」（2017年）
- ソフトバンク「Y!mobile・タダ学割」（2018年）
- ファミリーマート「週刊プロレス×ワンダ モーニングショット ファミリーマートのプロレス缶」（2022年）宣伝隊長[110]

### MV
- Gacharic Spin「Don't Let Me Down」（2015年6月3日）[111]
- GENERATIONS from EXILE TRIBE「DREAMERS」（2019年）[112]

### ゲーム
- LET IT DIE（2017年、ガンホー・オンライン・エンターテイメント） - グンカンヤマ 役（声の出演）
- 龍が如く 極2（2017年12月7日、セガゲームス）[113]– 本人役

## テレビゲーム
- 『天龍源一郎のプロレスレヴォリューション』（1994年、ジャレコ、スーパーファミコン）

プロレスゲームの1つであり、画面の3分の2を埋めてしまう迫力のリアルタイムアクションウィンドウがメイン画面を食うような見栄えになっている。

## 著書・自伝
- 『瞬間（いま）を生きろ! - 天龍源一郎の反骨格闘人生』 （1994年 竹書房 ISBN 9784884759575）
- 『天龍源一郎 天地に愧じず』 （小佐野景浩・菊池孝との共著 1998年  ビレッジセンター出版局 ISBN 9784894361089）
- 『七勝八敗で生きよ』（2007年 東邦出版 ISBN 9784809406638）
- 『天龍源一郎 酒羅の如く』（原作・岡戸隆一 画・叶精作 2013年 白夜書房 ISBN 9784861919961）
- 『龍魂継承 - 天龍源一郎対談集』（2015年 ベースボールマガジン社 ISBN 9784583108551）
- 『革命終焉』（嶋田まき代・ 嶋田紋奈との共著 2015年 辰巳出版 ISBN 9784777815890）
- 『レボリューション - 天龍源一郎自伝』（2015年 ベースボールマガジン社 ISBN 9784583109060）
- 『完本 天龍源一郎 LIVE FOR TODAY ‐いまを生きる‐』（『瞬間（いま）を生きろ!』の増補改訂版 2016年 竹書房 ISBN 9784801908444 ）

連載
- 「格闘人生 腹いっぱい」『日経産業新聞』連載【仕事人秘録】全16回（2018年3月13日～4月4日）
- 天龍源一郎がレジェンドについて語る ミスタープロレス交龍録（BUBKA2018年11月号 - ）